# M18 Hellcat
76 mm Gun Motor Carriage (GMC) M18 var en amerikansk pansarvärnskanonvagn under andra världskriget. Tillverkaren, Buick, gav den smeknamnet Hellcat och den var det snabbaste bandgående stridsfordonet under kriget med en toppfart på 97 km/h. Denna höga toppfart kom på bekostnad av ett mycket svagt pansarskydd.